# Zenobia de Armenia
Zenobia de Armenia (en georgiano: ზენობია, en armenio: Զենոբիա; fl. siglo I) fue una princesa real iberia de la dinastía parnavázida, que fue reina consorte de Armenia de 51 a 53 y de 54 a 55 durante el reinado de su marido, el rey Radamisto.

## Vida
Zenobia era hija del rey Mitrídates de Armenia con su esposa y prima, una hija del rey Farasmanes el Grande de Iberia, hermano Mitrídates, ambos hijos de Kartam de Iberia. Zenobia se convirtió en esposa de Radamisto, otro hijo de Farasmanes el Grande, y por tanto también su pariente por ambas partes, tío materno y primo paterno.
El padre de Zenobia, Mitrídates, reinó en Armenia hasta que su marido, Radamisto, que era sobrino, cuñado y yerno de Mitrídates, usurpó el trono armenio en una invasión repentina. Su marido destruyó a toda su familia, asesinando a los padres de Zenobia, y luego a sus hermanos, porque lloraban por la muerte de sus padres. Después de la ejecución de la familia, Radamisto se convirtió en rey en 51 y ella, en reina consorte. Pero los armenios se rebelaron al poco tiempo, con el apoyo de los partos, y el príncipe Tiridates se convirtió en Tiridates I de Armenia.

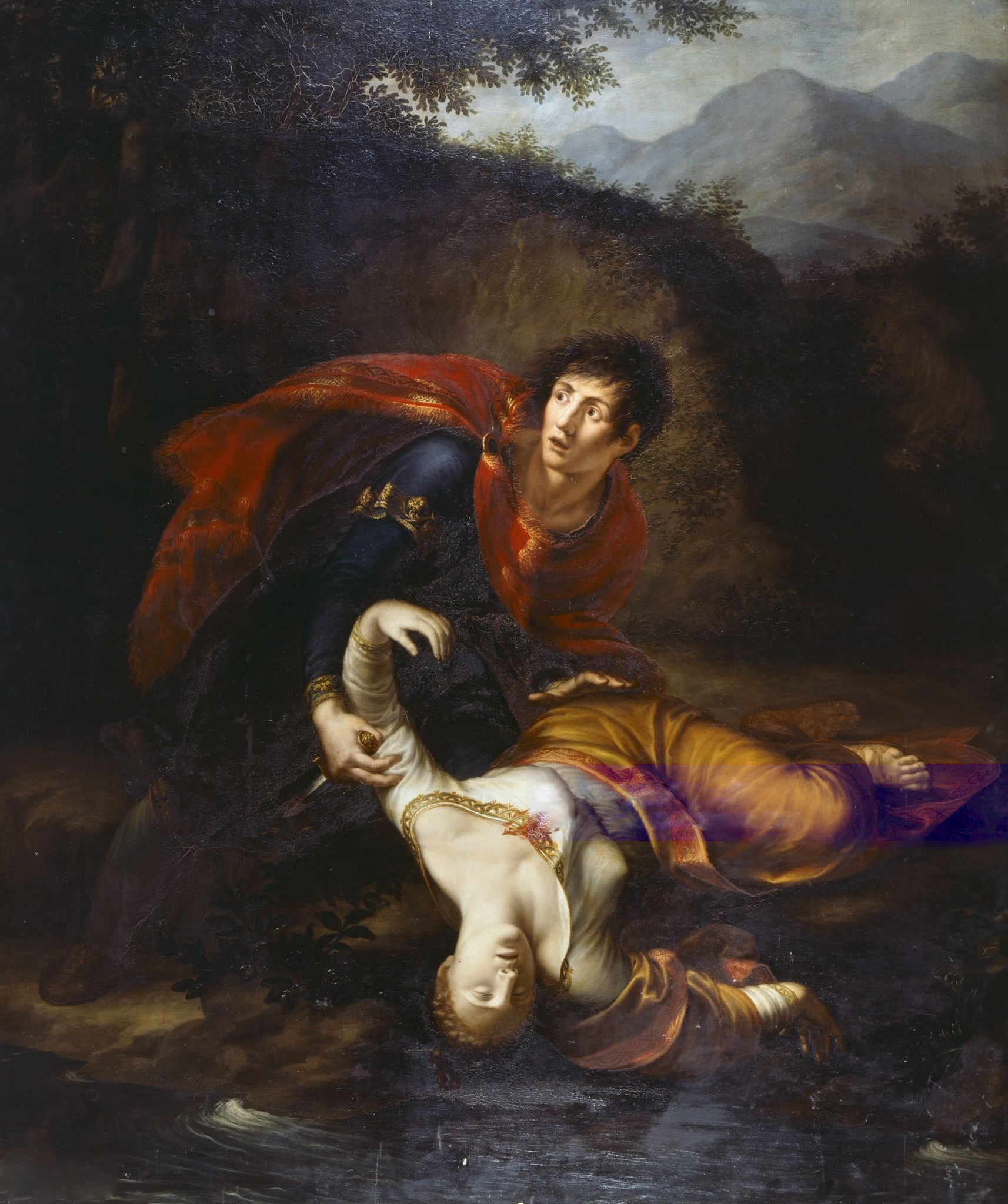
Radamisto abandonando el cuerpo de Zenobia en el río Arax.
Francesco Alberi

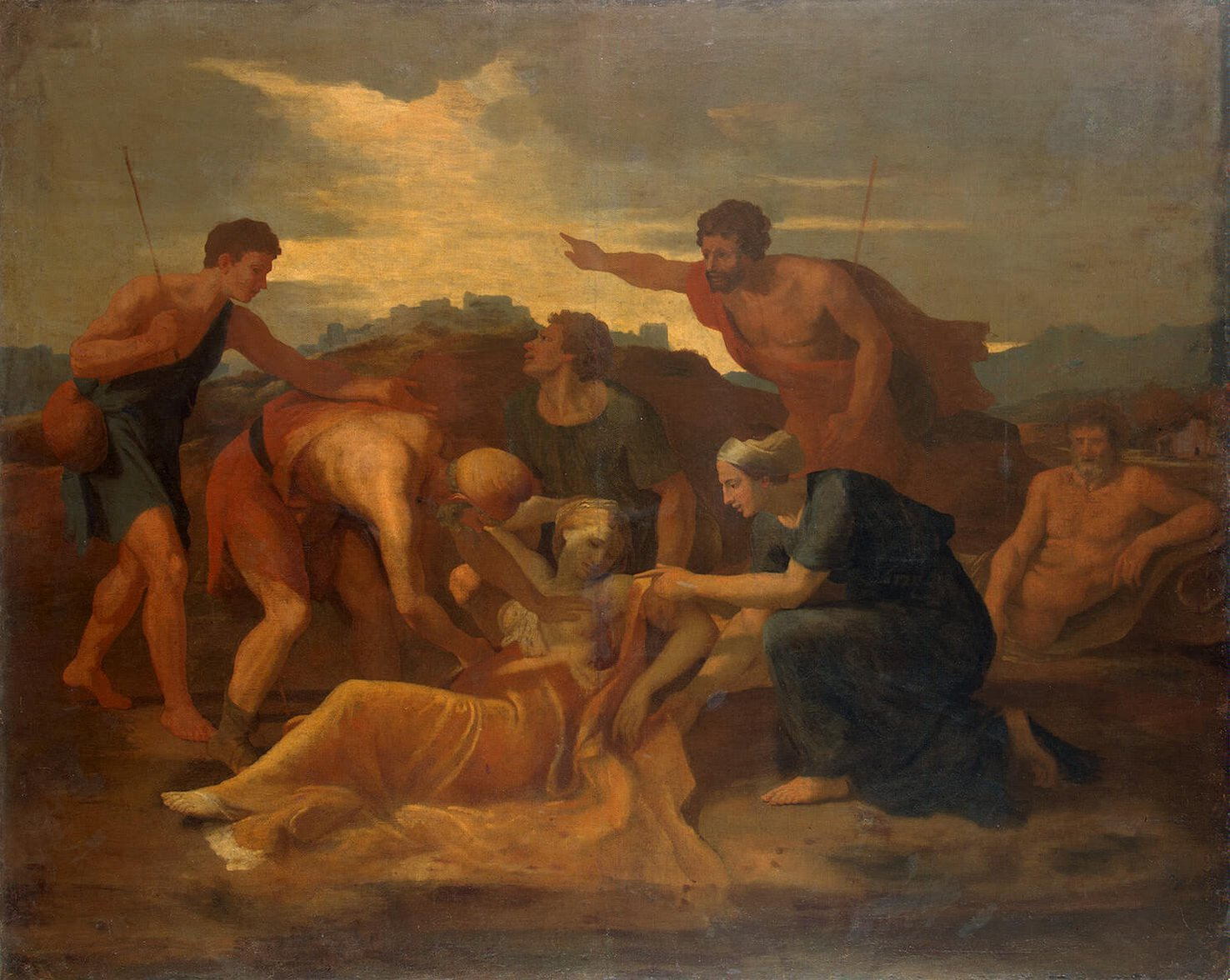
La reina Zenobia encontrada en los bancos del río Aras.
Nicolas Poussin

Radamisto y Zenobia tuvieron que huir precipitadamente hacia Iberia, y según el relato de Tácito, Zenobia, que estaba embarazada, no pudo soportar el viaje en caballos al galope, y temerosa de caer en manos del enemigo, imploró a su marido que le diera muerte. Radamisto la apuñaló, y la dejó en la orilla del río Aras para que la corriente arrastrara su cuerpo, pero ella no murió y fue rescatada por unos pastores al ver que respiraba y que por sus ropas parecía una dama noble, le aplicaron en la herida sus rústicos remedios y la vendaron. Una vez ella les dijo su nombre y lo sucedido, la entregaron a Tiridates en Artaxata, que la trató como a persona de la realeza.
Su marido que regresaba a su hogar en Iberia, pronto fue ejecutado por traidor en 58 por su propio padre Farasmanes. Según algún historiador antiguo, Zenobia vivió en la corte de Tirídates hasta su muerte. Se dice que Zenobia dio a luz un hijo desconocido en Armenia. La vida posterior de la reina y su hijo se desconocen.

## Zenobia en el arte

### Pinturas
- "Radamisto matando a Zenobia", por Luigi Sabatelli (1803).
- "Radamisto En atto di spingere Zenobia ferita nel fiume Arasse", por Francesco Alberi (1812).
- "Zenobia encontrada en los bancos del Araxes", por Paul-Jacques-Aimé Baudry. (Ganador del Prix de Roma en 1850).[4]
- "Zenobia encontrada por pastores en los bancos del Araxes" por William-Adolphe Bouguereau. (Ganador del Prix de Roma en 1850).[5]
- "Reina Zenobia encontrada en los bancos del Aras", por Nicolas Poussin.
- "Radamisto y Zenobia", por Jean-Joseph Taillasson.
- "Reina Zenobia tomada del río Araxes por pastores", por Francesco Nenci.
- "Zenobia encontrada moribunda en la orilla del Araxe", por Merry-Joseph Blondel.
- "Zénobie découverte par les bergers sur les bords de l'Araxe", por Charles Camille Chazal.
- "Zénobie trouvée mourante par les bergers sur les bords de l'Araxe", por Pierre Dupuis.
- "Zenobia", por Émile Lévy.
- "Zenobia descubierta por pastores en los bancos del Araxes", por Félix-Henri Giacomotti.
- "Reina Zenobia echada al río Araxes", por François Chifflart.
- "Rhadamiste poignarde sa femme Zénobie", por Etienne Meslier.

### Estatuas
- "Reina Zenobia, tomada del Río Araxe" por Jean Marcellin.

### Óperas
- "L'Amor tyrannique", por Georges de Scudéry
- "Zenobia e Radamisto", por Giovanni Legrenzi
- "Rhadamiste et Zénobie", por Prosper Jolyot de Crébillon
- "La Zenobia", por Matteo Noris
- "Zenobia", por Metastasio
- "L'amor tirannico, o Zenobia", por Domenico Lalli
- "Zenobia", por Giovanni Bononcini
- "Zenobia", por Johann Adolph Hasse
- "Zenobia", por Gaetano Latilla
- "La Zenobia", por David Pérez
- "Zenobia", por Niccolò Piccinni
- "Zenobia", por Gioacchino Cocchi
- "Zenobia", por Giovanni Battista Pescetti
- "Zenobia", por Tommaso Traetta
- "La Zenobia", por Nicola Sala
- "Zenobia", por Luca Antonio Predieri
- "Zenobia", por Francesco Uttini
- "Zenobia", por Antonio Tozzi
- "Zenobia", por Francesco Bianchi
- "Zenobia", por Louis Coerne
- "La Zenobia", por Joseph Friebert
- "L'amor tirannico, ossia Zenobia", por Francesco Feo
- "Zenobia", por Ambrogio Minoja
- "Zenobia", por Giovanni Buonaventura Viviani